# GLMC
GLMC Corp., vorher Great Lakes Motor Cars Corp., war ein US-amerikanischer Hersteller von Automobilen.

## Unternehmensgeschichte
Das Unternehmen wurde am 23. Januar 1984 in Rochester im Bundesstaat New York gegründet. Zunächst stellte es Teile für die Restaurierung des Ford Modell A her. 1984 oder 1985 begann die Produktion von Automobilen und Kit Cars durch die Übernahme eines Projekts von Victor Antique Auto. Der Markenname lautete Great Lakes. 1989 endete die Produktion. Am 23. Dezember 1991 wurde das Unternehmen aufgelöst.
Noble Motor Works setzte die Produktion eines Modells fort.

## Fahrzeuge
Das erste Modell TF-1800 war die Nachbildung des MG TF von MG. Motor und Antrieb stammten vom MG B. Die Karosserie bestand aus Kunststoff.
1986 ergänzte der TF-V8 das Sortiment. Er hatte im Gegensatz zum ersten Modell wahlweise einen V6- oder V8-Motor von Chevrolet.
Letztes Modell war der Phantom. Er war eine Mischung aus Nachbau des MG PA Airline Coupé und Hot Rod. Ein V8-Motor von Chevrolet sorgte für den Antrieb.